# Vicia eristalioides
Vicia eristalioides är en ärtväxtart som beskrevs av Maxted. Vicia eristalioides ingår i släktet vickrar, och familjen ärtväxter. Inga underarter finns listade i Catalogue of Life.